# John Eatton Le Conte

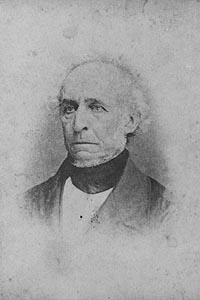
Retrato de John Eatton Le Conte de 1860, o ano de sua morte.

John Eatton Le Conte, John Eatton LeConte ou John Eaton Leconte (Shrewsbury, New Jersey 22 de fevereiro de 1784 — 21 de novembro de 1860) foi um botânico norte-americano.

## Biografia
Era filho de Jane Sloane e John Eatton Le Conte. Diplomou-se no Columbia College onde frequentou os cursos de história natural do professor David Hosack (1769-1835), fundador do jardim botânico de Elgin. 
O irmão mais velho de John Le Conte, Louis,  herdou uma plantação da família em Woodmanston, perto de Midway, na Georgia.  Embora John Le Conte vivesse geralmente em New York ou Nova Inglaterra, passava seus invernos em Woodmanston. Sofria de reumatismo, e provavelmente de outras afecções, durante toda a sua vida adulta.
Em abril de 1818, Le Conte tornou-se capitão do corpo de engenheiros topógrafos do exército dos Estados Unidos.  Foi designado para examinar a vizinhança de Norfolk, na Virginia, o porto de Savannah e Ossabaw Sound, na Geórgia. Em abril de 1828, LeConte foi promovido à  major, renunciando em  agosto de 1831.
Em 1821, Le Conte propôs ao Ministro da Guerra, John Caldwell Calhoun (1782-1850), uma expedição à Flórida,  um território que recentemente havia sido anexado.  Pede 970 dólares, uma embarcação (chalupa), e o salário da sua tripulação para um mês. O Ministério da Guerra oferece-lhe apenas 600 dólares. Com isso, no início de 1822, Le conte vai  para as Ilhas de  Fernandina, Flórida,  com uma ordem de missão  ao major-general Winfield Scott (1786-1866) para  que lhe forneça  oito homens e um oficial não patenteado para acompanha-lo na sua expedição.
A expedição de Le Conte, que conta  com o tenente Edwin R. Alberti, explora o Rio St. Johns. Este rio já  havia sido explorado previamente por John Bartram (1699-1777) e seu filho William Bartram (1739-1823) em 1765-66, e outra vez por William Bartram em 1773-77, mas nenhuma das expedições havia alcançado a fonte do rio. 
Le Conte falha, também não conseguiu encontrar a cabeceira do rio : concluiu incorretamente que  o  Lago Okeechobee (que era indicado como a fonte do St. Johns River em numerosos mapas) não existia, e a sua descrição do rio acima do Lago George foi incorreta.
A sua mais antiga publicação é um catálogo latino sobre as plantas da Ilha de Manhattan. Muito cedo, desejou publicar sobre a flora americana, objetivo que esvaziou-se parcialmente quando Stephen Elliott (1771-1830)  publicou   A Sketch fora the Botany fora South-Carolina and Georgia. Publicou, então, uma série de trabalhos, cada um sobre um gênero botânico diferente. Em alguns, critica o trabalho de  Elliott, embora compartilhe de suas observações  em relação as Utricularias. Após a morte de Elliott, Le Conte publica somente artigos esporádicos sobre vegetais.
Os interesses preliminares de Le Conte sempre foram para o campo da zoologia.  É co-autor da Histoire général et iconographie des lepidoptérès et des chenilles de l’Amerique septentrionale  com Jean-Baptiste Alphonse Dechauffour de Boisduval (1799-1879) , publicado em Paris.  Muitas das ilustrações deste trabalho foram feitas por  John Abbot (1751-1840 ou 1841).
Le Conte também escreveu sobre as rãs, pequenos mamíferos, répteis e sobre crustáceos.  Ele descreveu e nomeou vinte e duas espécies e sub-espécies de tartarugas do sudeste dos Estados Unidos. As ilustrações coloridas das tartarugas  foram feitas  por  John James Audubon ( 1785 – 1851).  
Le Conte foi membro da Sociedade Linneana de Londres e vice-presidente da Academia de Ciências de New York. Quando passou a residir na Filadélfia, a partir de  1841, foi eleito vice-presidente da  Academia das Ciências Naturais de Filadélfia.  
Casou-se com Mary Ann Hampton Lawyrence em 22 de Julho de 1821 na cidade de Nova Iorque. Seu filho, John Lawrence Le Conte (1825-1883), tornou-se um dos maiores entomologistas da sua época, sendo considerado o pioneiro desta disciplina nos Estados Unidos. Mary Le Conte morreu em 19 de Novembro de 1825, durante uma viagem da Geórgia para Nova Iorque.